# Sauve
Sauve ist eine französische Gemeinde mit 1956 Einwohnern (Stand 1. Januar 2022) im Département Gard in der Region Okzitanien; sie gehört zum Arrondissement Le Vigan und zum Kanton Quissac.

## Geografie
Die Gemeinde Sauve liegt am Oberlauf des Vidourle am Südostrand der Cevennen, etwa 20 Kilometer südwestlich von Alès.

## Bevölkerungsentwicklung
| Jahr                       | 1962 | 1968 | 1975 | 1982 | 1990 | 1999 | 2008 | 2014 | 2020 |
| Einwohner                  | 1268 | 1328 | 1277 | 1417 | 1606 | 1690 | 1879 | 1970 | 1893 |
| Quellen: Cassini und INSEE |      |      |      |      |      |      |      |      |      |

## Sehenswürdigkeiten

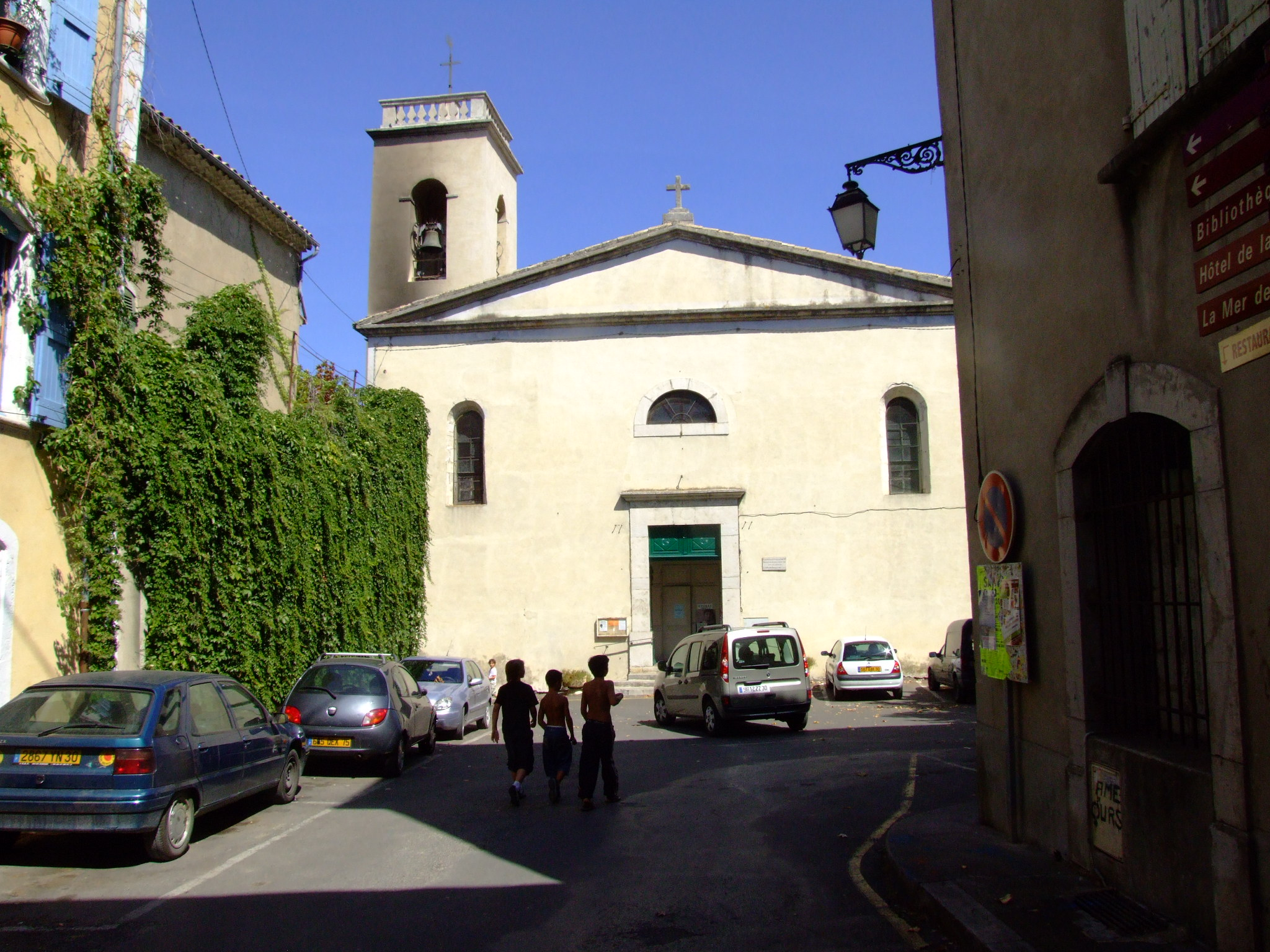
Kirche Saint-Pierre
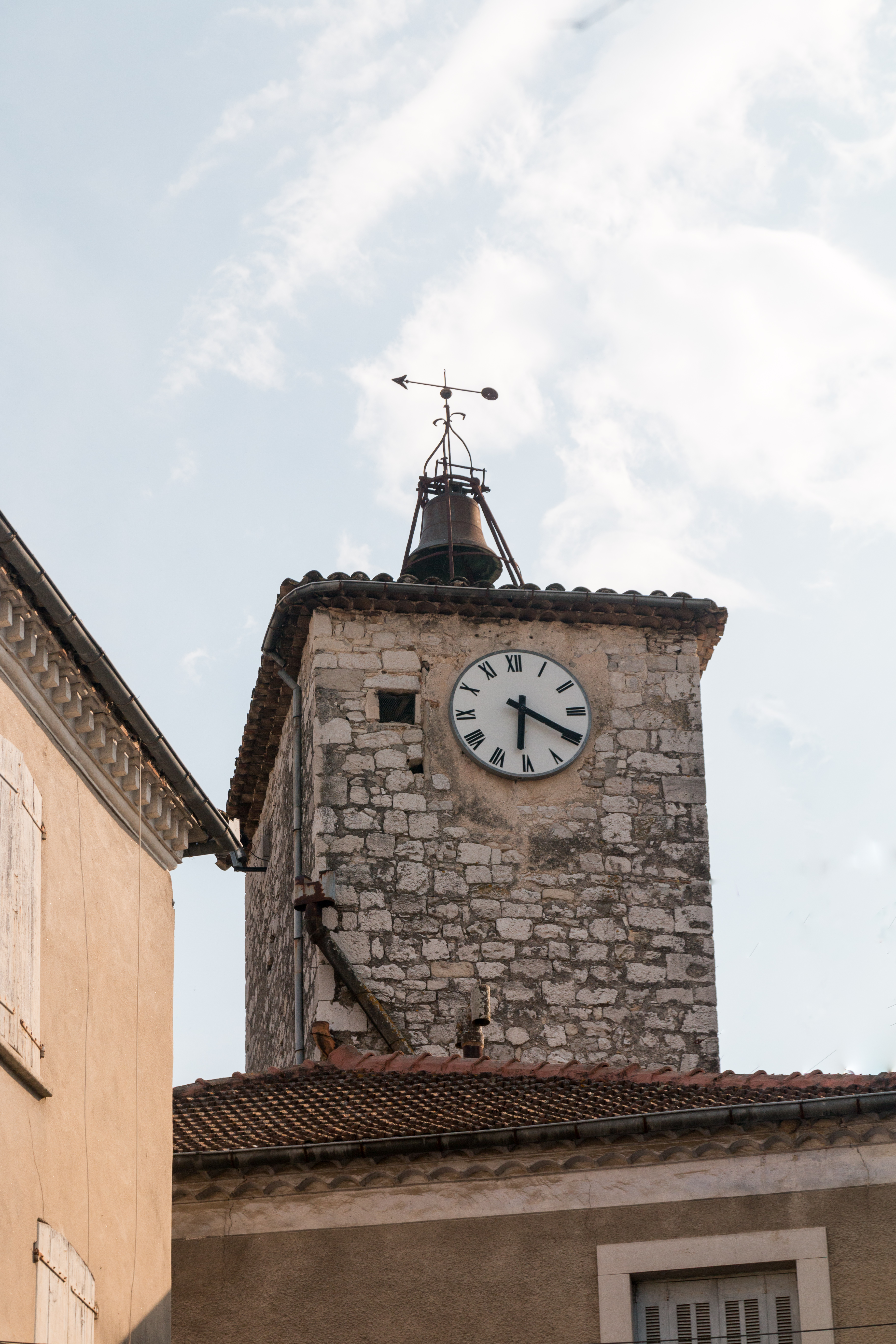
Uhrturm
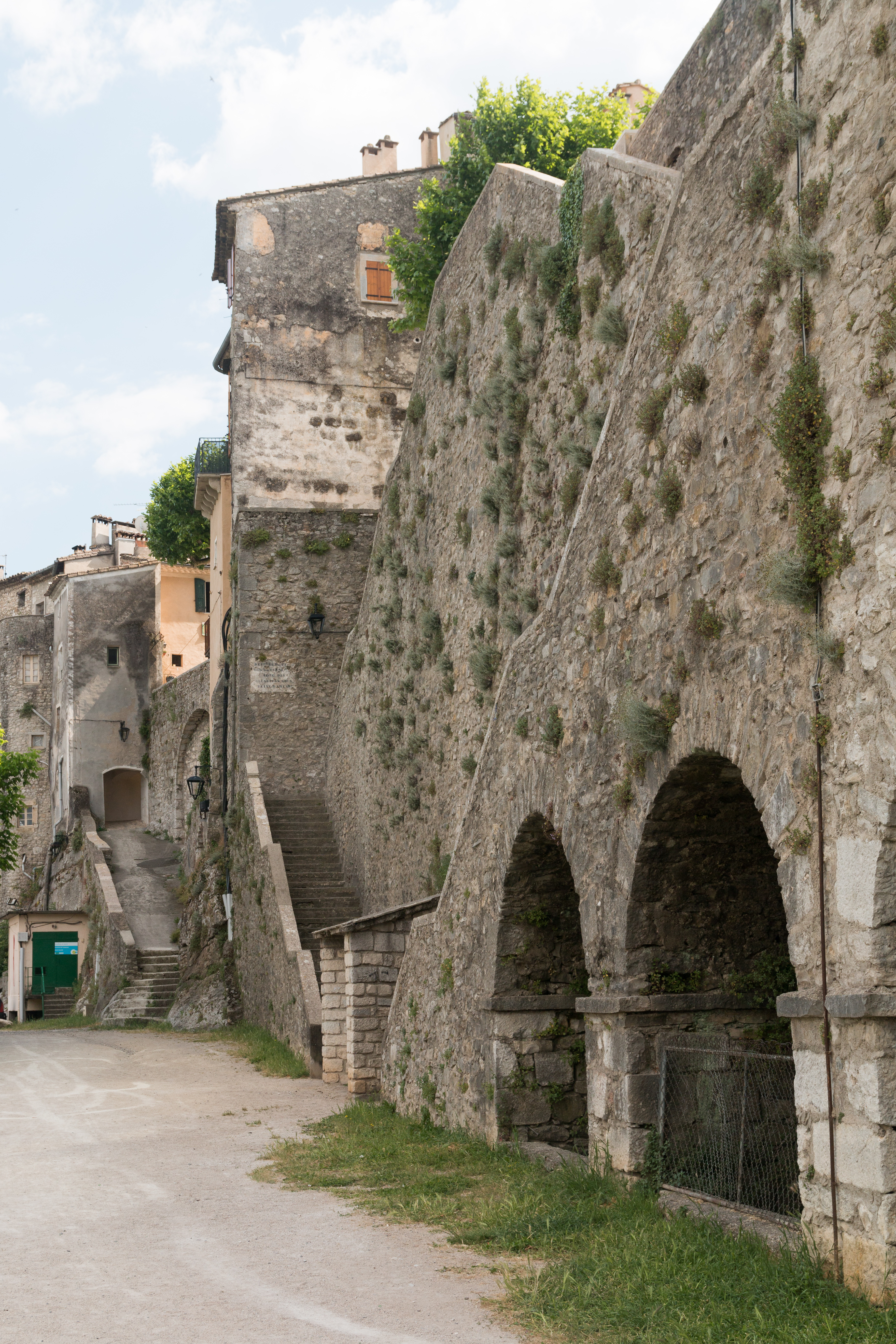
Reste der Ortsbefestigung
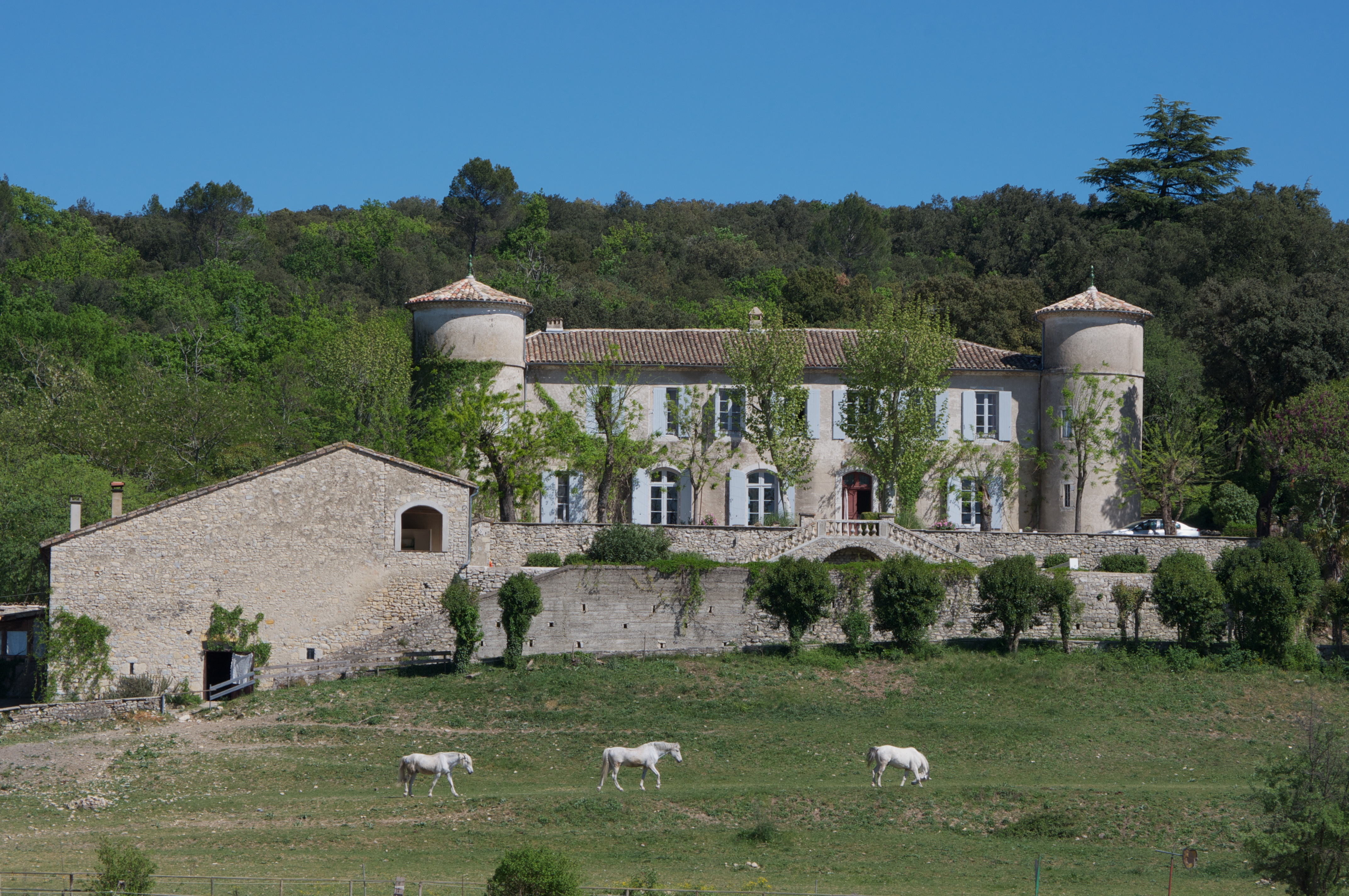
Schloss Valfons
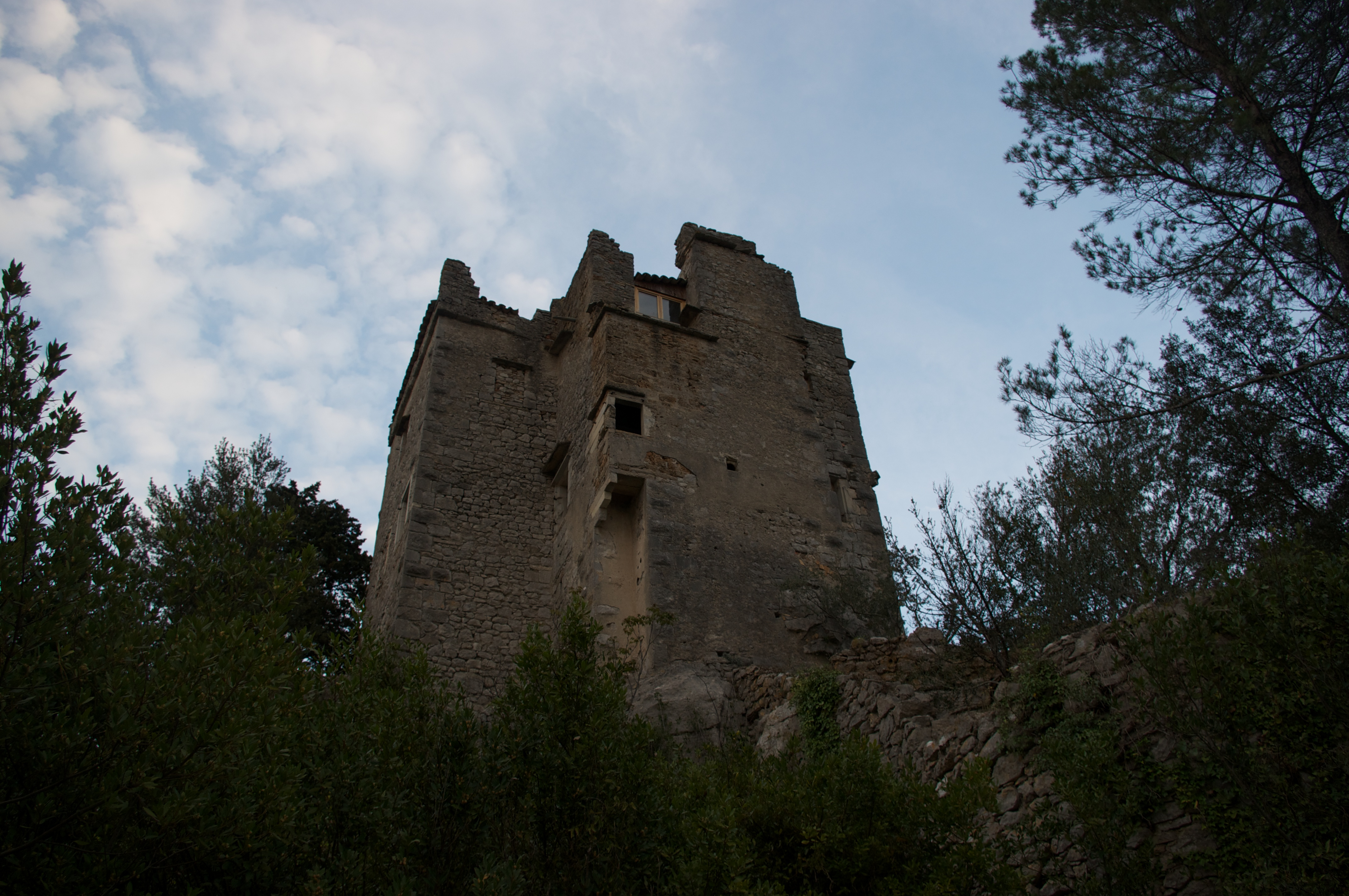
Ruinen der Burg Roquevaire

### Sentier „Sculptures du Temps et des Hommes“
Touristisch interessant ist der 2,4 Kilometer lange Weg (französisch: Sentier) Sculptures du Temps et des Hommes, der durch verlassene Gärten in der Felsenformation oberhalb des Ortes führt und auf Tafeln in drei Sprachen (Französisch, Deutsch und Englisch) die Geschichte der landwirtschaftlichen Nutzung und deren Niedergangs erzählt.

## Persönlichkeiten
- Jean Astruc (1684–1766), Mediziner und Begründer der modernen Bibelkritik des Pentateuchs
- Jean-Pierre Claris de Florian (1755–1794), Dichter
- Joseph Sécret Pascal-Vallongue (1763–1806), General
- Théodore Sivel (1834–1875), Ballonfahrer
- Robert Filliou (1926–1987), Künstler
- Robert Crumb (* 1943), Künstler, Illustrator, Musiker und Ehemann von Aline Kominsky-Crumb, wohnt seit den 1990er Jahren in Sauve
- Aline Kominsky-Crumb (1948–2022), Comic-Produzentin, Künstlerin und Ehefrau von Robert Crumb, lebte und starb in Sauve